# Pseudoblitopertha inexpectata
Pseudoblitopertha inexpectata är en skalbaggsart som beskrevs av Keith 2000. Pseudoblitopertha inexpectata ingår i släktet Pseudoblitopertha och familjen Rutelidae. Inga underarter finns listade i Catalogue of Life.